# Чжун Сіює
Чжун Сіює (кит.: 钟秀娥; нар. 19 січня 1974) — китайська борчиня вільного стилю, п'ятиразова чемпіонка та дворазова срібна призерка чемпіонатів світу, срібна призерка чемпіонату Азії, чемпіонка Азійських ігор, срібна призерка чемпіонату світу серед студентів. У 2008 році введена до Всесвітньої Зали слави Міжнародної федерації об'єднаних стилів боротьби. Разом з Дон Фен Лю вони стали першими і наразі єдиними китайськими борцями, що досягли такого визнання.

## Життєпис
Боротьбою почала займатися з 1988 року. Чжун Сіює завершила спортивну кар'єру незадовго до того, як жіноча боротьба була включена до Олімпійських видів спорту.
Виступала за борцівський клуб Пекінського інституту спорту. Тренер — Чжан Ся.

## Спортивні результати на міжнародних змаганнях

### Виступи на Чемпіонатах світу
| Змагання                        | Збірна | Вагова категорія          | Місце  |
| ------------------------------- | ------ | ------------------------- | ------ |
| Чемпіонат світу з боротьби 1991 | КНР    | жіноча боротьба, до 44 кг | Золото |
| Чемпіонат світу з боротьби 1992 | КНР    | жіноча боротьба, до 47 кг | Золото |
| Чемпіонат світу з боротьби 1993 | КНР    | жіноча боротьба, до 47 кг | Золото |
| Чемпіонат світу з боротьби 1995 | КНР    | жіноча боротьба, до 47 кг | Срібло |
| Чемпіонат світу з боротьби 1996 | КНР    | жіноча боротьба, до 44 кг | Золото |
| Чемпіонат світу з боротьби 1997 | КНР    | жіноча боротьба, до 46 кг | Золото |
| Чемпіонат світу з боротьби 1998 | КНР    | жіноча боротьба, до 46 кг | 6      |
| Чемпіонат світу з боротьби 1999 | КНР    | жіноча боротьба, до 46 кг | Срібло |

### Виступи на Чемпіонатах Азії
| Змагання                       | Збірна | Вагова категорія          | Місце  |
| ------------------------------ | ------ | ------------------------- | ------ |
| Чемпіонат Азії з боротьби 1996 | КНР    | жіноча боротьба, до 47 кг | Срібло |

### Виступи на Азійських іграх
| Змагання           | Збірна | Вагова категорія          | Місце  |
| ------------------ | ------ | ------------------------- | ------ |
| Азійські ігри 2002 | КНР    | жіноча боротьба, до 48 кг | Золото |

### Виступи на інших змаганнях
| Змагання                                        | Збірна | Вагова категорія          | Місце  |
| ----------------------------------------------- | ------ | ------------------------- | ------ |
| Чемпіонат світу з боротьби серед студентів 2002 | КНР    | жіноча боротьба, до 48 кг | Срібло |